# Pachrophylla fasciata
Pachrophylla fasciata là một loài bướm đêm trong họ Geometridae.